# Newtown (Indiana)
Newtown és una població dels Estats Units a l'estat d'Indiana. Segons el cens del 2000 tenia 162 habitants.

## Demografia
Segons el cens del 2000, Newtown tenia 162 habitants, 61 habitatges, i 42 famílies. La densitat de població era de 125,1 habitants/km².
Dels 61 habitatges en un 32,8% hi vivien nens de menys de 18 anys, en un 62,3% hi vivien parelles casades, en un 4,9% dones solteres, i en un 31,1% no eren unitats familiars. En el 29,5% dels habitatges hi vivien persones soles el 14,8% de les quals corresponia a persones de 65 anys o més que vivien soles. El nombre mitjà de persones vivint en cada habitatge era de 2,66 i el nombre mitjà de persones que vivien en cada família era de 3,29.
Per edats la població es repartia de la següent manera: un 30,2% tenia menys de 18 anys, un 6,2% entre 18 i 24, un 27,2% entre 25 i 44, un 22,2% de 45 a 60 i un 14,2% 65 anys o més.
L'edat mediana era de 36 anys. Per cada 100 dones de 18 o més anys hi havia 109,3 homes.
La renda mediana per habitatge era de 41.250 $ i la renda mediana per família de 53.036 $. Els homes tenien una renda mediana de 28.750 $ mentre que les dones 21.875 $. La renda per capita de la població era de 25.441 $. Entorn del 2,3% de les famílies i el 8% de la població estaven per davall del llindar de pobresa.

## Poblacions més properes
El següent diagrama mostra les poblacions més properes.